# Bewindfahnet

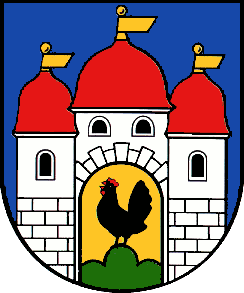
Windfahnen am Gebäude links wehend Schleusingen, es ist bewindfahnet

Bewindfahnet ist ein Fachbegriff in der Heraldik. Im Französischen heißt der Begriff girouette, abgeleitet vom Substantiv Girouette für Windfahne, Wetterfahne.
Der Begriff findet Anwendung, wenn zum Beispiel ein Turm eine Windfahne von abstechender Tinktur hat. Auch andere Bauwerke, wie Schiffsmasten, Kirchen und Türme, Mauern und Tore oder ähnliche Wappenfiguren sind oft mit Fahnen oder kleiner Wimpeln geschmückt und dieses Detail ist in der Wappenbeschreibung ein wichtiges Merkmal.
Die Windrichtung, rechtswehend oder linkswehend, ist bei der Wappenbeschreibung zu erwähnen.